# Overdose (Band)
Overdose ist eine brasilianische Thrash-Metal-Band aus Belo Horizonte, Minas Gerais, die im Jahr 1983 gegründet wurde.

## Geschichte
Die Band wurde im Jahr 1983 von Bassist Fernando Pazzini, Gitarrist Cláudio David, Sänger Pedro Amorim „Bozó“, Schlagzeuger Helio Eduardo und Gitarrist Ricardo Souza gegründet. Noch im selben Jahr veröffentlichten sie mit Ultima Estrela Demo ihr erstes Demo. Im Jahr 1985 veröffentlichten sie mit Século XX/Bestial Devastation eine Split-LP zusammen mit Sepultura. Es war zugleich die erste von Cogumelo Records veröffentlichte LP.
Im Jahr 1987 veröffentlichten sie ihr erstes Album namens Conscience. Das nächste Album folgte mit You're Really Big! im Jahr 1989. Dieses Album sollte später neu gemastert noch einmal erscheinen.
Im Jahr 1990 nahm die Band das Album Addicted to Reality auf, dem Circus of Death im Jahr 1992 folgte. Es erschien später auch in einer neu gemasterten Version.
Progress of Decadence wurde im Jahr 1993 aufgenommen und bei dem US-amerikanischen Label Futurist Records veröffentlicht. Der Veröffentlichung folgte eine Welttournee, wobei der Schwerpunkt insbesondere auf den USA lag. Ihr bisher letztes Album veröffentlichten sie mit Scars im Jahr 1995.

## Stil
Die Beiträge von Overdose zur Split-LP Século XX/Bestial Devastation erinnern „[s]treckenweise […] an eine Mischung aus alten SLAYER, HALLOWS EVE und ersten IRON MAIDEN-Scheiben“. Die Band spielt klassischen Thrash Metal, wobei die Gitarrenriffs als progressiv beschrieben werden. Die Texte der Band sind von politischer Natur.

## Diskografie
- 1983: Ultima Estrela Demo (Demo, Eigenveröffentlichung)
- 1985: Século XX/Bestial Devastation (Split-LP mit Sepultura, Cogumelo Records)
- 1987: Conscience (Album, Heavy Discos Records)
- 1989: You're Really Big! (Album, Cogumelo Records)
- 1990: Addicted to Reality (Album, Cogumelo Records)
- 1992: Circus of Death (Album, Cogumelo Records)
- 1993: Progress of Decadence (Album, Futurist Records)
- 1995: Scars (Album, Cogumelo Records)